# 藤原範子
藤原 範子（ふじわら の はんし/ のりこ、1152年頃? - 正治2年8月4日（1200年9月13日））は、平安時代末期から鎌倉時代前期の女官。刑部卿藤原範兼の娘。後鳥羽天皇の乳母。同じく乳母で権勢を誇ったことで知られる兼子（卿局）は妹。能円の妻、のち源通親の妻。後鳥羽天皇の妃である源在子の母で、土御門天皇の外祖母にあたる。従三位。通称は刑部卿局。子は他に源通光、源定通、源通方。

## 生涯
父範兼は範子ら子供たちが幼いうちに死去したため、弟妹と共に叔父の藤原範季に養育された（範季は父範兼の養子になっているため義兄でもある）。平清盛の義弟にあたる能円と結婚して承安元年（1171年）に娘の在子が産まれる。治承4年（1180年）7月、高倉天皇の第4皇子尊成親王（のちの後鳥羽天皇）が生まれると、妹兼子と共に乳母となり、親王の養育にあたった。
寿永2年（1183年）7月、夫能円は安徳天皇・平家一門と共に都を落ちた。『平家物語』では能円が妻と尊成親王を連れて西国に落ちようとしたが、範子の弟である藤原範光が引き留めて能円だけが落ちていったとする話を載せている。
都では安徳天皇に代わって新たな帝の選定が行われ、後白河法皇の選定により範子が乳母を務める尊成親王が擁立され、後鳥羽天皇となる。天皇の乳母となった範子に源通親が接近し、範子を妻に迎え、範子は文治3年（1187年）に通親の三男通光を産んだ。
かつての夫能円は元暦2年（1185年）3月の壇ノ浦の戦いまで平家一門と共に西走し、その後捕虜となって文治5年（1189年）5月頃に帰洛するが、その時範子は通親の3人目の子を懐妊している身であった。
能円との間の娘在子は通親の猶子となって宮廷に仕え、後鳥羽天皇の寵を受けて建久6年（1195年）11月、第1皇子為仁親王（のちの土御門天皇）を産んだ。建久9年（1198年）正月、3歳の土御門天皇が即位し、天皇の外祖父となった通親は権勢を振るった。
正治2年（1200年）8月4日、死去。『愚管抄』によれば、通親は範子の死後に養女の在子と密通し、それが元で在子への後鳥羽天皇の寵愛は失せ、範季の娘重子への寵が深まったという。

## 関連作品
テレビドラマ
- 『草燃える』（1979年、NHK大河ドラマ、演：弓恵子）